# Sapphire (Australia)
Sapphire – miasto w Australii, w stanie Queensland.